# Sterculia appendiculata
Sterculia appendiculata är en malvaväxtart som beskrevs av Karl Moritz Schumann och Adolf Engler. Sterculia appendiculata ingår i släktet Sterculia och familjen malvaväxter. Inga underarter finns listade i Catalogue of Life.